# Japan op de Olympische Winterspelen 1980
Tijdens de Olympische Winterspelen van 1980, die in Lake Placid (Verenigde Staten) werden gehouden, nam Japan voor de elfde keer deel.

## Medailleoverzicht
| Sport          | Olympiër      | Discipline         | Medaille |
| -------------- | ------------- | ------------------ | -------- |
| Schansspringen | Hirokazu Yagi | normale schans (m) | Zilver   |

## Deelnemers en resultaten

### Alpineskiën
| Olympiër        | Discipline       | Resultaat | Prestatie                        |
| --------------- | ---------------- | --------- | -------------------------------- |
| Toshihiro Kaiwa | reuzenslalom (m) | 29e       | 2.48,78 (+8,04) 1.24,29+1.24,49  |
| Toshihiro Kaiwa | slalom (m)       | dnf-2     | opgave run 2                     |
| Mikio Katagiri  | afdaling (m)     | 21e       | 1.49,77 (+4,27)                  |
| Osamu Kodama    | reuzenslalom (m) | dnf-1     | opgave run 1                     |
| Osamu Kodama    | slalom (m)       | dnf-1     | opgave run 1                     |
| Atsushi Sawada  | reuzenslalom (m) | 36e       | 2.54,05 (+13,31) 1.25,23+1.28,82 |
| Atsushi Sawada  | slalom (m)       | 15e       | 1.49,94 (+5,68) 56,80+53,14      |

### Biatlon
| Olympiër                                                              | Discipline             | Resultaat | Prestatie                                                                                             |
| --------------------------------------------------------------------- | ---------------------- | --------- | --- |
| Hiroyuki Deguchi                                                      | 10 km (m)              | 26e       | 36.14,61 (+4.03,92) pen.: 2 (1 / 1)                                                                   |
| Hiroyuki Deguchi                                                      | 20 km (m)              | 39e       | 1:21.53,16 (+13.36,85) pen.: 7 (1 / 0 / 2 / 4)                                                        |
| Tsusumisa Kikuchi                                                     | 20 km (m)              | 41e       | 1:24.44,30 (+16.27,99) pen.: 11 (6 / 1 / 1 / 3)                                                       |
| Masaichi Kinoshita                                                    | 10 km (m)              | 43e       | 38.50,19 (+6.39,50) pen.: 4 (2 / 2)                                                                   |
| Masaichi Kinoshita                                                    | 20 km (m)              | 28e       | 1:16.21,46 (+8.05,15) pen.: 2 (0 / 2 / 0 / 0)                                                         |
| Takashi Shibata                                                       | 10 km (m)              | 37e       | 37.26,91 (+5.16,22) pen.: 6 (3 / 3)                                                                   |
| Hiroyuki Deguchi Masaichi Kinoshita Takashi Shibata Tsusumisa Kikuchi | 4x7,5 km estafette (m) | 13e       | 1:45.53,98 (+11.50,71) pen.: 7-16 (1-5 / 0-3 / 5-5 / 1-3) (25.22,57 / 25.22,90 / 28.07,32 / 27.01,19) |

### Bobsleeën
| Olympiër                          | Discipline            | Resultaat | Prestatie                                               |
| --------------------------------- | --------------------- | --------- | ------------------------------------------------------- |
| Yoshimitsu Kadowaki Yuji Funayama | 2-mansbob (m) Japan I | 19e       | 4.18,66 (+9,30) (1.04,62 / 1.04,92 / 1.04,82 / 1.04,30) |

### Kunstrijden
| Olympiër          | Discipline | Resultaat | Prestatie              |
| ----------------- | ---------- | --------- | ---------------------- |
| Mitsuru Matsumura | mannen     | 8e        | pc. 75,0; 172,3 punten |
| Fumio Igarashi    | mannen     | 9e        | pc. 77,0; 172,0 punten |
| Emi Watanabe      | vrouwen    | 6e        | pc. 48,0; 179,0 punten |

### Langlaufen
| Olympiër   | Discipline | Resultaat | Prestatie              |
| ---------- | ---------- | --------- | ---------------------- |
| Shiro Sato | 15 km (m)  | 43e       | 46.15,29 (+4.17,66)    |
| Shiro Sato | 30 km (m)  | 39e       | 1:35.52,77 (+8.49,97)  |
| Shiro Sato | 50 km (m)  | 37e       | 2:48.33,02 (+21.08,42) |

### Noordse combinatie
| Olympiër         | Discipline | Resultaat | Prestatie                                                                                          |
| ---------------- | ---------- | --------- | -------------------------------------------------------------------------------------------------- |
| Michio Kubota    | mannen     | 25e       | 364,42 punten schans: 187,9 p 83,5 (68,0 m)+99,6 (78,5 m)+88,3 (72,5 m) 15 km: 176,52 p (52.34,04) |
| Toshihiro Hanada | mannen     | 27e       | 349,15 punten schans: 192,1 p 97,5 (73,0 m)+86,3 (73,0 m)+94,6 (78,0 m) 15 km: 157,05 p (54.44,02) |

### Rodelen
| Olympiër                     | Discipline | Resultaat | Prestatie                                              |
| ---------------------------- | ---------- | --------- | ------------------------------------------------------ |
| Koji Kuriyama                | mannen     | 19e       | 3.03,082 (+8,286) (45,820 / 45,872 / 45,852 / 45,538)  |
| Takashi Takagi               | mannen     | 23e       | 3.09,564 (+14,768) (45,294 / 51,003 / 45,575 / 47,692) |
| Koji Kuriyama Takashi Takagi | dubbel     | 13e       | 1.22,534 (+3,203) (41,035 / 41,499)                    |

### Schaatsen
| Olympiër          | Discipline   | Resultaat | Prestatie         |
| ----------------- | ------------ | --------- | ----------------- |
| Kaoru Fukuda      | 500 m (m)    | 14e       | 39,24 (+1,21)     |
| Kaoru Fukuda      | 1000 m (m)   | 19e       | 1.19,66 (+4,48)   |
| Kazuaki Ichimura  | 500 m (m)    | 20e       | 39,44 (+1,41)     |
| Kazuaki Ichimura  | 1000 m (m)   | 25e       | 1.21,05 (+5,87)   |
| Masayuki Kawahara | 1000 m (m)   | 23e       | 1.20,88 (+5,70)   |
| Masayuki Kawahara | 1500 m (m)   | 20e       | 2.01,28 (+5,84)   |
| Masayuki Kawahara | 5000 m (m)   | 25e       | 7.42,18 (+39,89)  |
| Yasuhiro Shimizu  | 1500 m (m)   | 24e       | 2.04,54 (+9,10)   |
| Yasuhiro Shimizu  | 5000 m (m)   | 16e       | 7.21,50 (+19,21)  |
| Yasuhiro Shimizu  | 10.000 m (m) | 9e        | 14.57,48 (+29,35) |
| Masahiko Yamamoto | 1500 m (m)   | 19e       | 2.01,25 (+5,81)   |
| Masahiko Yamamoto | 5000 m (m)   | 21e       | 7.33,02 (+30,73)  |
| Masahiko Yamamoto | 10.000 m (m) | 17e       | 15.26,92 (+58,79) |
| Miyoshi Kato      | 1000 m (v)   | 17e       | 1.28,97 (+4,87)   |
| Miyoshi Kato      | 1500 m (v)   | 24e       | 2.19,80 (+8,85)   |
| Miyoshi Kato      | 3000 m (v)   | 21e       | 4.57,39 (+25,26)  |
| Makiko Nagaya     | 500 m (v)    | 5e        | 42,70 (+0,92)     |
| Makiko Nagaya     | 1000 m (v)   | 22e       | 1.30,27 (+6,17)   |
| Yuko Yaegashi     | 1000 m (v)   | 25e       | 1.30,72 (+6,62)   |
| Yuko Yaegashi     | 1500 m (v)   | 23e       | 2.19,41 (+8,46)   |
| Yuko Yaegashi     | 3000 m (v)   | 25e       | 5.00,40 (+28,27)  |

### Schansspringen
| Olympiër          | Discipline         | Resultaat | Prestatie                                            |
| ----------------- | ------------------ | --------- | ---------------------------------------------------- |
| Hiroyasu Aizawa   | normale schans (m) | 42e       | 176,9 punten 88,4 p. (69,5 m) + 88,5 p. (68,0 m)     |
| Hiroyasu Aizawa   | grote schans (m)   | 35e       | 195,3 punten 99,2 p. (95,0 m) + 96,1 p. (93,5 m)     |
| Masahiro Akimoto  | normale schans (m) | 4e        | 248,5 punten 120,8 p. (83,5 m) + 127,7 p. (87,5 m)   |
| Masahiro Akimoto  | grote schans (m)   | 10e       | 234,7 punten 113,8 p. (104,0 m) + 120,9 p. (108,0 m) |
| Takafumi Kawabata | normale schans (m) | 29e       | 207,2 punten 111,1 p. (79,0 m) + 96,1 p. (71,5 m)    |
| Takafumi Kawabata | grote schans (m)   | 32e       | 201,4 punten 111,2 p. (102,5 m) + 90,2 p. (90,0 m)   |
| Hirokazu Yagi     | normale schans (m) | Zilver    | 249,2 punten 128,9 p. (87,0 m) + 120,3 p. (83,5 m)   |
| Hirokazu Yagi     | grote schans (m)   | 19e       | 220,2 punten 103,3 p. (96,5 m) + 116,9 p. (105,5 m)  |

### IJshockey
| Olympiër | Discipline | Resultaat | Prestatie |
| --- | ---------- | --------- | --- |
| Minoru Misawa Takeshi Iwamoto Hiroshi Hori Iwao Nakayama Norio Ito Hitoshi Nakamura Tadamitsu Fujii Koji Wakasa Yoshiaki Kyoya Katsutoshi Kawamura Takeshi Azuma Satoru Misawa Mikio Matsuda Sadaki Honma Hideo Sakurai Tsutomu Hanzawa Hideo Urabe Osamu Wakabayashi Mikio Hosoi Yoshio Hoshino | mannen     | 12e       | Voorronde groep A: 0-16 Japan - Sovjet-Unie 3- 6 Japan - Finland 3- 3 Japan - Nederland 0- 6 Japan - Canada 1- 5 Japan - Polen |

Andorra · Argentinië · Australië · België · Bolivia · Bondsrepubliek Duitsland · Bulgarije · Canada · China · Costa Rica · Cyprus · Duitse Democratische Republiek · Finland · Frankrijk · Griekenland · Groot-Brittannië · Hongarije · IJsland · Italië · Japan · Joegoslavië · Libanon · Liechtenstein · Mongolië · Nederland · Nieuw-Zeeland · Noorwegen · Oostenrijk · Polen · Roemenië · Sovjet-Unie · Spanje · Tsjecho-Slowakije · Verenigde Staten · Zuid-Korea · Zweden · Zwitserland